# Kawasaki C-1
Le Kawasaki C-1 est un avion de transport militaire tactique du constructeur japonais Kawasaki Heavy Industries Aerospace Company (川崎重工業航空宇宙カンパニー Kawasaki Jūkōgyō Kōkūuchū Kanpanii), filiale du Kawasaki Heavy Industries. 

## Historique
Au milieu des années 1960, la flotte de transport de la Force aérienne d'autodéfense japonaise (JASDF) était obsolète, composée principalement de Curtiss C-46; la Nihon Aircraft Manufacturing Corporation (en) (NAMC), qui construisait l'avion de ligne NAMC YS-11, est approché pour développer un avion de transport indigène. La NAMC a décidé que Kawasaki ferait office de contractant principal, mais plusieurs autres membres du consortium NAMC étaient chargés de fabriquer d'autres portions.
Le prototype XC-1 (le 18-1001) a volé pour la première fois le 12 novembre 1970 et a été remis à l'Agence de la défense en février 1971 pour être testé. En 1972, le premier avion a été remis au JASF sous le nom de C-1 28-1001. Au total, 31 C-1 ont été fabriqués par Kawasaki pour des opérations dans trois escadrons de transports.
Après le restitution d'Okinawa au Japon, la portée maximale du C-1 est devenue problématique car il n'a pas pu voler directement vers l'île sans arrêt de carburant. Probablement la raison pour laquelle la JASDF a acheté le C-130H Hercules et réduit le nombre de C-1 prévus.
Outre les 31 avions C-1 de la JASDF, deux autres fuselages et un avion ont été construits. Un fuselage d'essai de résistance statique pourrait encore être utilisé comme entraîneur au sol au camp Narashino, et un fuselage d'essai de résistance à la fatigue, également pour l'entraînement au sol au camp Matsudo. Le Laboratoire Aéronautique National a acquis un seul C-1 et l'a largement modifié en Asuka Quiet STOL, maintenant conservé à l'intérieur du musée de l'air et de l'espace de Kakamigahara près de Gifu.
Un exemplaire d'une version d'entraînement à la guerre électronique nommée EC-1 a effectué son premier vol le 3 décembre 1984, il s'agit du 21e construit qui entre en service en juin 1986. 
Quatre sont détruits dans des accidents dont une collision en vol entre deux d'entre eux le 19 avril 1983 (14 morts), une sortie de piste le 18 février 1987 et un perdu en mer le 27 mai 2000 (5 morts=).
À partir de 2017, il est remplacé par le Kawasaki C-2. La cérémonie d'adieu à lieu le 14 mars 2025.

## Caractéristiques

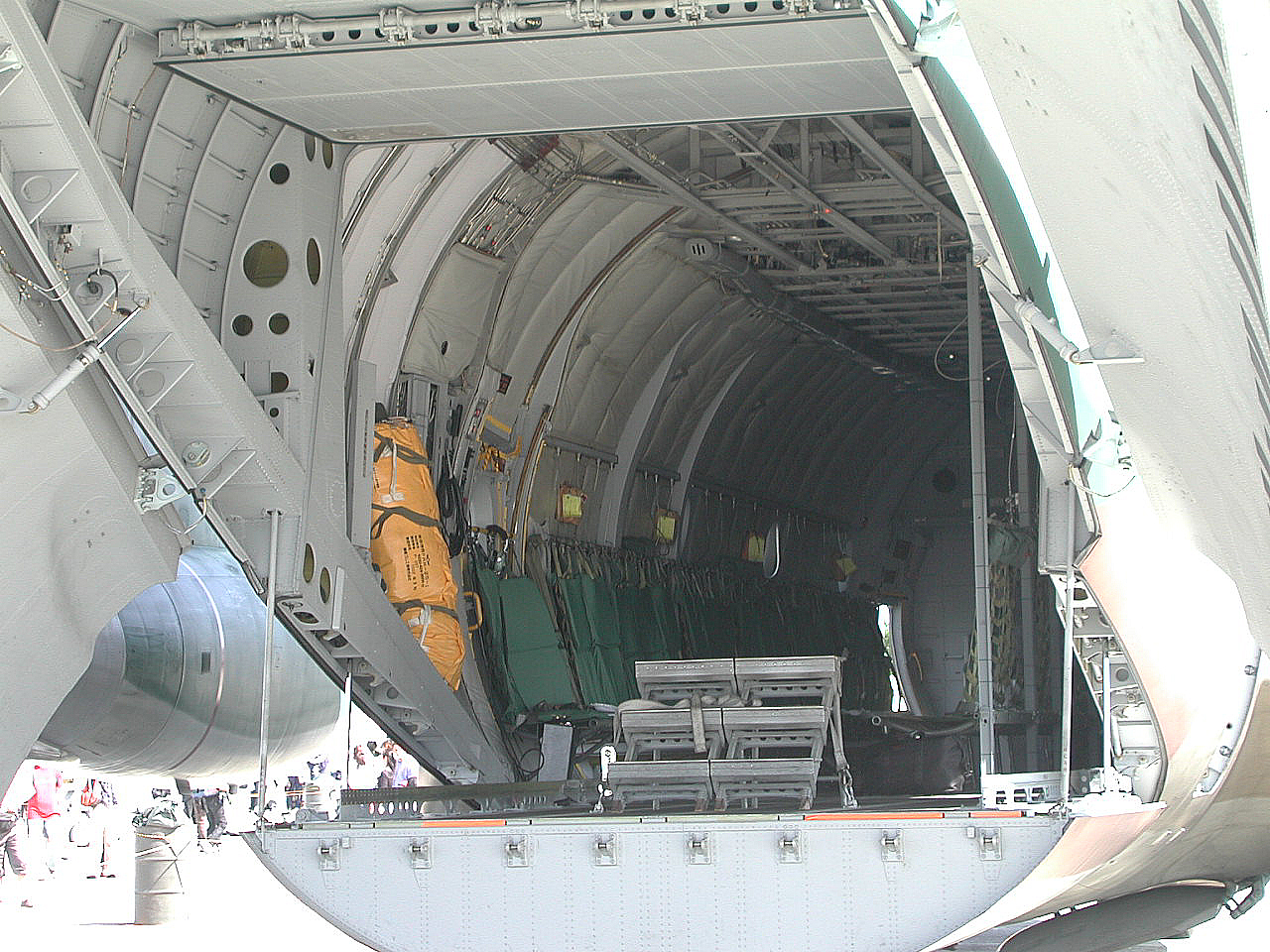
Soute du C-1.

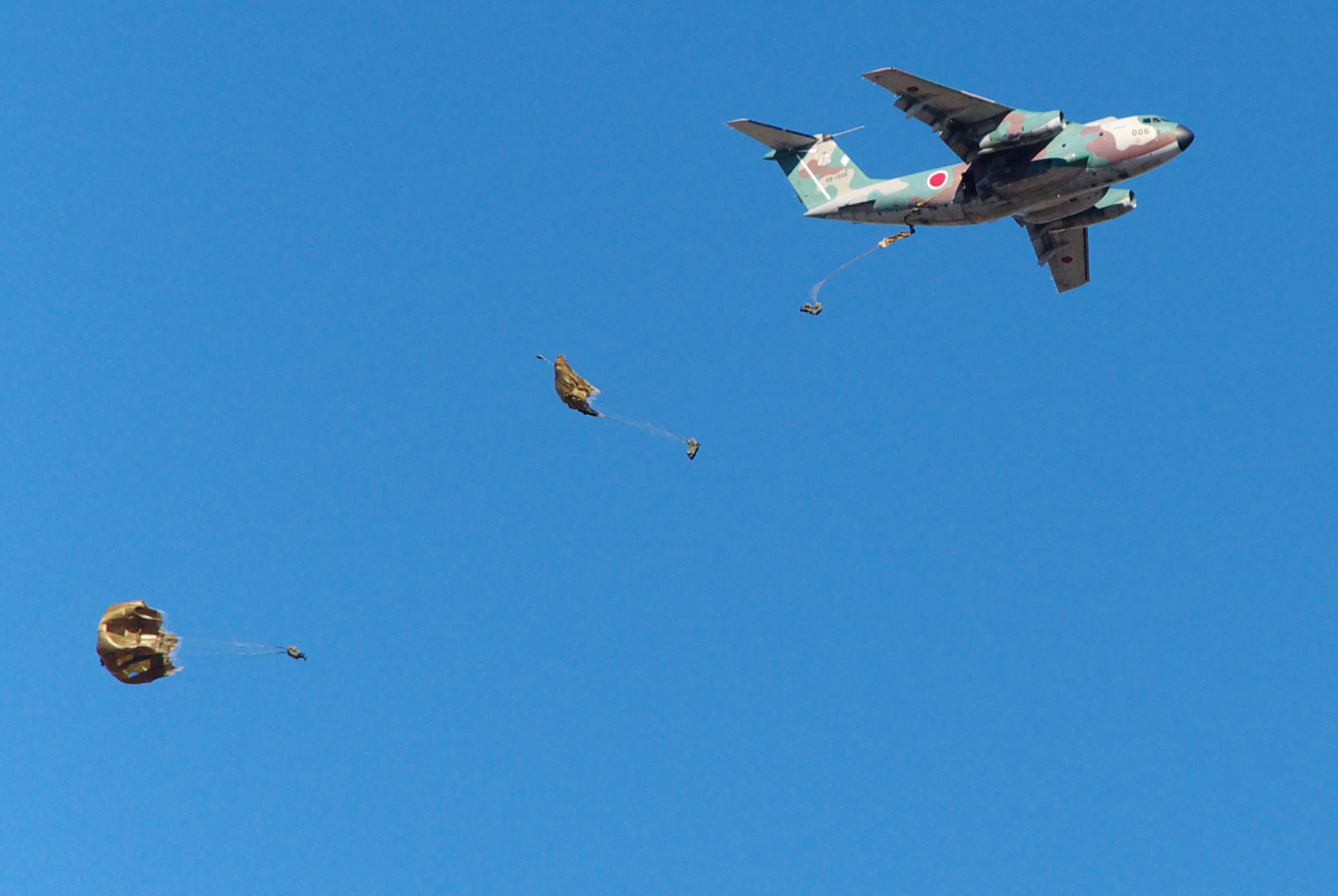
C-1 larguant des parachutistes.

Il peut transporter jusqu’à 60 soldats ou 45 parachutistes. Son autonomie a été volontairement limitée, car la politique japonaise est de ne pas avoir de matériel offensif.

## Opérateurs
En 2008, 26 exemplaires sont en service dont un EC-1 destiné à la guerre électronique. 7 C-1 et un EC-1 en 2022.
Les avions de transport sont mis en œuvre par le commandement de soutien aérien dans trois unités a son apogée, une unique depuis 2018
- 1re escadre de transport aérien tactique, base aérienne de Komaki
  - 401e escadron (1973-1989)
- 2e escadre de transport aérien tactique, Iruma Air Base ((ja) : 入間基地)
  - 402e escadron (1973-2025)
- 3e escadre de transport aérien tactique, Miho Air Base (Miho-Yonago Airport - (ja) : 美保飛行場)
  - 403e escadron (1979-2018)

### Aéronefs comparables
- Kawasaki C-2
- Antonov An-72